# Lubiatowski
Lubiatowski (Lübtow, Luebtow, Lubbetow) – kaszubski herb szlachecki.

## Opis herbu
Herb znany przynajmniej w czterech wariantach. Opisy z wykorzystaniem zasad blazonowania, zaproponowanych przez Alfreda Znamierowskiego:
Lubiatowski (Lübtow, Luebtow): Na tarczy dwudzielnej w pas, w polu górnym, srebrnym, pół dzika czarnego, wspiętego; w polu dolnym, błękitnym, trzy gwiazdy złote (2 i 1). Klejnot: nad hełmem bez korony pół dzika jak w godle między dwoma rogami bawolimi, z prawej złotym i błękitnym, z lewej błękitnym i złotym, w których ustnikach zatknięte trzy pióra strusie, z prawej błękitne, z lewej złote. Labry z prawej czarne, podbite srebrem, z lewej błękitne, podbite złotem.
Lubiatowski (Lubbetow, Lübtow): W polu błękitnym pas srebrny, ponad nim pół dzika czarnego, wspiętego, pod nim trzy gwiazdy złote (2 i 1). W klejnocie, nad hełmem, bez korony, pół dzika jak w godle między dwoma rogami bawolimi, z prawej błękitnym i złotym, z lewej złotym i błękitnym, w ustniku każdego zatknięty kwiat złoty. Labry błękitne, podbite złotem.
Lubiatowski II (Lübtow): W polu dzik wspięty, ponad nim, w lewym rogu, trzy gwiazdy (2 i 1). W klejnocie, nad hełmem bez korony pół dzika wspiętego między dwoma rogami bawolimi, w ustniku każdego po pół lilii. Labry nieznanej barwy.
Lubiatowski II a (Lübtow): W polu dzik wspięty między dwiema gwiazdami w lewym górnym i prawym dolnym rogu. W klejnocie nad hełmem bez korony pół dzika między dwoma rogami bawolimi.

## Najwcześniejsze wzmianki
Herb w wariancie podstawowym przytacza Nowy Siebmacher. Wariant I a, szerzej znany, pojawił się na mapie Pomorza Lubinusa z 1618 (jako Lubbetowen), w herbarzu Bagmihla (Pommersches Wappenbuch), oraz w Siebmacherze. Warianty II i II a pochodzą z pieczęci z XVIII wieku, a przytoczył go Siebmacher.

## Rodzina Lubiatowskich
Stara kaszubska rodzina szlachecka, nieznana polskim heraldykom. Nazwisko bierze od wsi Lubiatowo, która już w 1437 była wymieniana jako własność panków, czyli drobnej szlachty kaszubskiej. Rodzina znana od 1493 (Matthias, Matzke i Hans Lubetowen), kolejne wzmianki z lat 1535 (Peter i Paul Lubbetowen), 1569 (Jacob, Bartholomaeus, Hans, Adrian), 1575 (Jacob i Adrian), 1605, 1618, 1621 (Lubbetowen, Lubetow), 1609 (Lübtow), 1648 (Lubiatowski), 1658 (Matthiss z Lubiatowa i Hanss z Lubiatowa i Kierzkowa), 1688 (Johann Lubbetau), 1721-26 (Lubietowski). Rodzina oprócz gniazda miała też w różnych okresach działy we wsiach: Bychowo, Lublewo Lęborskie, Lublewko, Żelazno, Bochówko. Gniazdo utracili Lubiatowscy w 1811, kiedy odziedziczył je Johann Christian Treichel. W XIX wieku Lubiatowscy mieli też kilka wsi w Prusach Wschodnich. Rodzina nie pełniła urzędów anie nie udzielała się publicznie.

## Herbowni
Lubiatowski (Libstowski, Liptay, Liptow, Lubbetau, Lubbetow, Lübbetow, Lubetow, Lubietowski, Lübtow, Luebtow, Lüptow).